# Compton (альбом)
Compton — третий студийный альбом американского хип-хоп продюсера и рэпера Доктора Дре. Он был выпущен 7 августа 2015 года эксклюзивно в Apple Music и iTunes Store, релиз на физических носителях состоялся 21 августа. Это продолжение его второго альбома 2001 (1999) после того, как был отменен долго планировавшийся Detox.
Продюсирование альбома проходило совместно с Detox, но идея самого альбома возникла, когда в ходе съемок биографического фильма N.W.A Straight Outta Compton у Дре появилась идея создания саундтрека. Работа над альбомом проходила в 2013-2015 годах в нескольких студиях звукозаписи и осуществлялась различными известными продюсерами, включая самого Доктора Дре, Focus..., Dem Jointz, Trevor Lawrence, Jr., DJ Dahi, Cardiak и Theron Feemster, и других.
Альбом дебютировал на 2 месте в американском чарте Billboard 200, разойдясь тиражом 295 000 эквивалентных альбому единиц за первую неделю. После выхода Compton получил признание музыкальных критиков.

## История
После 11 лет безуспешной работы над своим печально известным альбомом Detox, Дре официально объявил об отмене проекта 1 августа 2015 года в эфире своего шоу The Pharmacy with Dr. Dre на радио Beats 1. Он сказал, что альбом не соответствует его стандартам, и поэтому он решил прекратить работу над проектом. В том же эфире Дре объявил, что выпустит совершенно новый альбом под названием Compton 7 августа на iTunes и Apple Music, а физический релиз состоится 21 августа. Ранее в тот же день в интервью Power 99FM Айс Кьюб анонсировал новый альбом. Альбом был написан под впечатлением от биографического фильма N.W.A Straight Outta Compton, в его записи приняли участие Эминем, Снуп Догг, Кендрик Ламар, Xzibit, The Game и другие.
«Во время съемок Straight Outta Compton я ловил себя на том, что прихожу в студию, переполненный вдохновением от фильма, и начинаю записывать альбом», - сказал Дре на своем радиошоу. «Я держал его в секрете, но теперь альбом готов. Это нечто. Это альбом, вдохновлённый фильмом Straight Outta Compton. Мы назовём его Compton: The Soundtrack. Я действительно горжусь этим». Дре также назвал предстоящий релиз своим «грандиозным финалом», но это заявление оказалось ложным — позже он намекнул на выход своего четвёртого альбома.

## Список композиций
| №                   | Название                                                                       | Продюсер(ы)                                          | Длительность |
| ------------------- | ------------------------------------------------------------------------------ | ---------------------------------------------------- | ------------ |
| 1.                  | «Intro»                                                                        | Focus..., Доктор Дре и Донтэ Уинслоу                 | 1:15         |
| 2.                  | «Talk About It» (при участии King Mez и Justus)                                | DJ Dahi и Free School                                | 3:15         |
| 3.                  | «Genocide» (при участии Кендрика Ламара, Marsha Ambrosius и Candice Pillay)    | Dem Jointz                                           | 4:26         |
| 4.                  | «It's All on Me» (при участии Justus и BJ the Chicago Kid)                     | Bink и Дре                                           | 3:47         |
| 5.                  | «All in a Day's Work» (при участии Андерсона Пака и Marsha Ambrosius)          | DJ Khalil и DJ Dahi                                  | 5:13         |
| 6.                  | «Darkside / Gone» (при участии King Mez, Marsha Ambrosius и Кендрика Ламара)   | Best Kept Secret и Дре / D.R.U.G.S. Beats и Дре      | 3:53         |
| 7.                  | «Loose Cannons» (при участии Xzibit, Cold 187um и Sly Pyper)                   | Focus..., Тревор Лоуренс, мл. и Дре                  | 4:13         |
| 8.                  | «Issues» (при участии Айс Кьюба, Андерсона Пака и Dem Jointz)                  | Focus..., Кёртис Чемберс, Лоуренс, мл., Neff-U и Дре | 3:41         |
| 9.                  | «Deep Water» (при участии Кендрика Ламара, Justus и Андерсона Пака)            | Focus..., Cardiak, DJ Dahi, Dem Jointz и Дре         | 5:11         |
| 10.                 | «One Shot One Kill» (Jon Connor при участии Snoop Dogg)                        | Focus..., Лоуренс, мл. и Дре                         | 3:25         |
| 11.                 | «Just Another Day» (The Game при участии Asia Bryant)                          | Лоуренс, мл. и Feemster                              | 2:21         |
| 12.                 | «For the Love of Money» (при участии Джилл Скотт, Jon Connor и Андерсона Пака) | Cardiak                                              | 4:08         |
| 13.                 | «Satisfiction» (при участии Snoop Dogg, Marsha Ambrosius и King Mez)           | Dem Jointz                                           | 4:24         |
| 14.                 | «Animals» (при участии Андерсона Пака)                                         | DJ Premier и BMB SpaceKid                            | 3:47         |
| 15.                 | «Medicine Man» (при участии Эминема, Candice Pillay и Андерсона Пака)          | Dem Jointz и Focus...                                | 4:14         |
| 16.                 | «Talking to My Diary»                                                          | DJ Silk, Mista Choc и Дре                            | 4:23         |
| Общая длительность: | Общая длительность:                                                            | Общая длительность:                                  | 61:40        |

## Чарты
| Чарт (2015)                            | Высшая позиция |
| -------------------------------------- | -------------- |
| Австралия (ARIA)                       | 1              |
| Австрия (Ö3 Austria)                   | 3              |
| Бельгия/Фландрия (Ultratop)            | 1              |
| Бельгия/Валлония (Ultratop)            | 5              |
| Канада (Canadian Albums Chart)         | 1              |
| Дания (Hitlisten)                      | 2              |
| Нидерланды (Album Top 100)             | 1              |
| Финляндия (Suomen virallinen lista)    | 3              |
| Франция (SNEP)                         | 1              |
| Германия (Offizielle Top 100)          | 4              |
| Греция (IFPI)                          | 45             |
| Венгрия (MAHASZ)                       | 5              |
| Ирландия (IRMA)                        | 1              |
| Италия (Classifica album)              | 14             |
| Новая Зеландия (RMNZ)                  | 1              |
| Норвегия (VG-lista)                    | 25             |
| Португалия (AFP)                       | 29             |
| Швейцария (Schweizer Hitparade)        | 1              |
| Шотландия (Scottish Albums Chart)      | 1              |
| Великобритания (UK Albums Chart)       | 1              |
| Великобритания (UK R&B Albums Chart)   | 1              |
| США (Billboard 200)                    | 2              |
| США (Billboard Top R&B/Hip-Hop Albums) | 1              |

| Чарт (2015)                            | Позиция |
| -------------------------------------- | ------- |
| Австралия (ARIA)                       | 21      |
| Бельгия (Ultratop Flanders)            | 31      |
| Бельгия (Ultratop Wallonia)            | 200     |
| Канада (Billboard)                     | 16      |
| Нидерланды (Album Top 100)             | 46      |
| Франция (SNEP)                         | 91      |
| Новая Зеландия (RMNZ)                  | 42      |
| Швейцария (Schweizer Hitparade)        | 76      |
| Великобритания Albums (OCC)            | 54      |
| США Billboard 200                      | 45      |
| США Digital Albums (Billboard)         | 13      |
| США Top R&B/Hip-Hop Albums (Billboard) | 8       |
| США Rap Albums (Billboard)             | 7       |

| Чарт (2016)                            | Позиция |
| -------------------------------------- | ------- |
| Бельгия (Ultratop Flanders)            | 179     |
| США Top R&B/Hip-Hop Albums (Billboard) | 53      |

## Сертификации
| Регион | Сертификация | Продажи  |
| --- | ------------ | -------- |
| Австралия (ARIA) | Золотой      | 35 000^  |
| Франция (SNEP) | Золотой      | 50 000*  |
| Великобритания (BPI) | Золотой      | 100 000* |
| США (RIAA) | Золотой      | 500 000^ |
| * Данные о продажах приведены только на основе сертификации. ^ Данные о тиражах приведены только на основе сертификации. |              |          |

## История выпуска
| Регион | Дата            | Формат(ы)                      | Лейблы                                     | Прим.  |
| ------ | --------------- | ------------------------------ | ------------------------------------------ | ------ |
| Мир    | 7 августа 2015  | Цифровое скачивание и стриминг | Aftermath, Interscope, Polydor и Universal | [ 48 ] |
| Мир    | 21 августа 2015 | CD                             | Aftermath, Interscope, Polydor и Universal | [ 49 ] |
| Мир    | 20 ноября 2015  | Грампластинка                  | Aftermath, Interscope, Polydor и Universal | [ 50 ] |